# 克莱尔·霍尔特
克莱尔·霍尔特（英語：Claire Holt，1988年6月11日—）是一位澳大利亚裔美國女演员和模特兒，以在电视剧《美少女人魚》中飾演艾玛·吉尔伯特、CW电视台电视剧《吸血鬼日记》和衍生劇《始祖家族》中的丽贝卡·迈克尔森而闻名。

## 早期生活
霍爾特出生于澳大利亚昆士蘭州的布里斯班。她从圖旺區的斯圖特荷姆學校毕业。霍爾特对包括游泳、排球、水球等在内的多项运动感兴趣，并拥有跆拳道黑带。她小时候曾是学校合唱团成员。

## 职业生涯
2006年，霍爾特获得了澳大利亚Network Ten电视台儿童电视剧《美少女人魚》中艾玛·吉尔伯特的角色。电视剧获得了Logie Award及尼克澳大利亚儿童选择奖。电视剧被续订了第三季，但是霍爾特在第二季结束之后签约拍摄2007年电影《鬼使神差》的续集《鬼使神差2》并离开了电视剧。电影于2008年在索菲亚拍摄，演员还包括諾曼·李杜斯及希瑟·史蒂芬斯。电影于2009年7月21日以直接到DVD的方式发行。
2011年8月，霍爾特被确认会出演电视剧《吸血鬼日记》中的丽贝卡。2013年1月13日，CW电视台宣布霍爾特加入了《吸血鬼日记》衍生剧《始祖家族》后门试播集的演员阵容。如果衍生剧获全季预订，则霍爾特将会在剧中继续饰演丽贝卡·迈克尔森的角色。
在电视及电影角色之外，霍爾特还出现在了梦幻世界游乐园、时时乐及昆士兰救援的广告中。BuddyTV将她评为2011年电视100位最性感女性的第55名。

## 個人生活
2015年7月，霍爾特公布了她與一位電視總監馬修·卡普蘭（Matthew Kaplan）的訂婚消息。2016年4月，兩人在親友的見證下舉行了一場私人婚禮。2017年4月，卡普蘭向法院申請了離婚。卡普蘭以“不可調和的分歧”作為他們離婚的理由。一周後，霍爾特也透過她的律師，以同樣的話做為離婚的理由。
2017年7月，霍爾特上傳了與Andrew Joblon一同到義大利旅行的照片。同年12月正式宣布與Joblon訂婚。2018年8月，霍爾特上傳了一張與Joblon的婚紗照。同年10月，公布了懷孕的消息，並於2019年3月誕下一名男嬰。2020年4月，霍爾特在Instagram上宣布了再度懷孕的消息，幾天後，公布了是一位女孩。

## 影视作品列表
| 年份 | 名稱                                      | 角色                        | 备注             |
| ---- | ----------------------------------------- | --------------------------- | ---------------- |

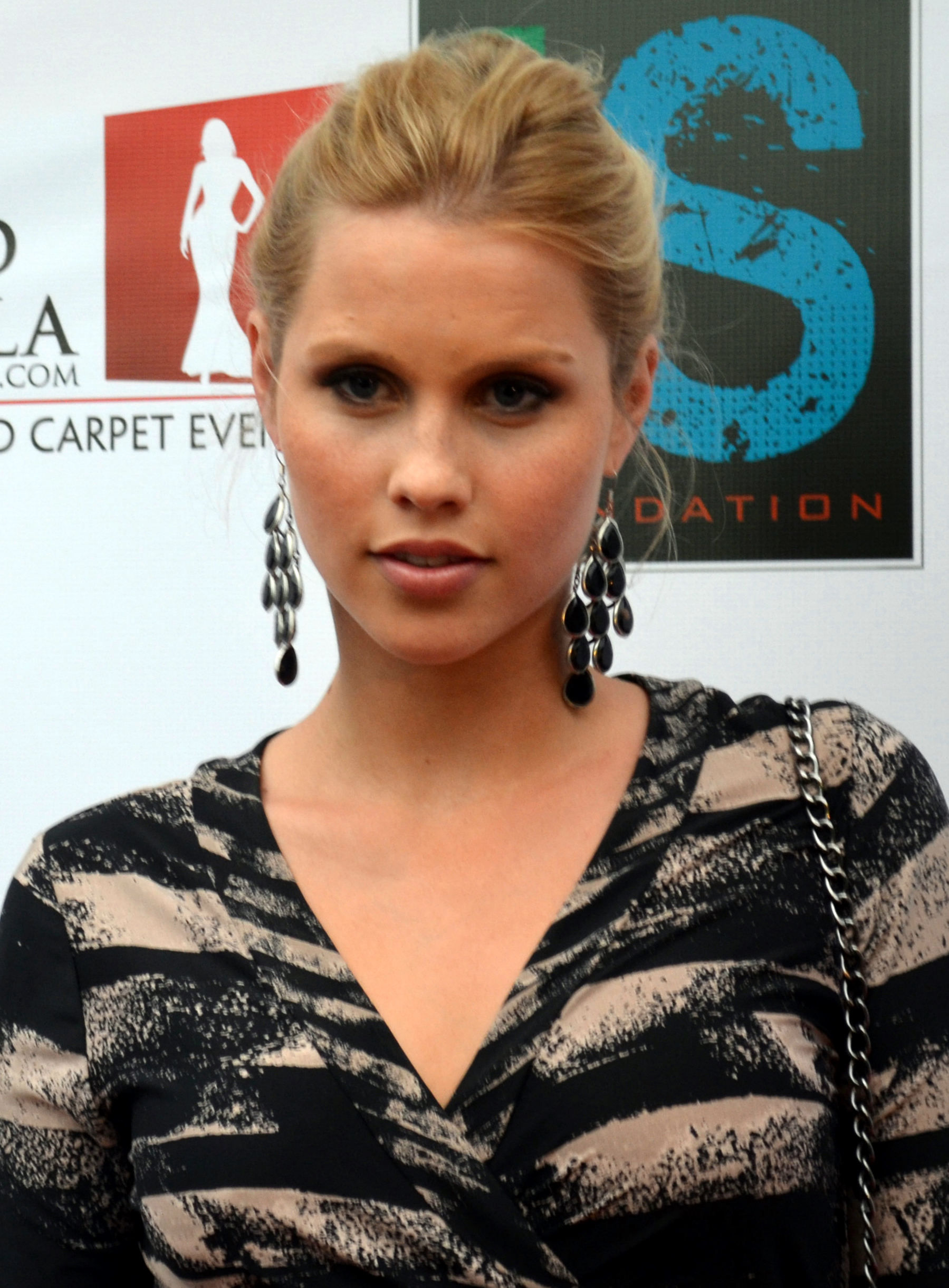
克莱尔·霍尔特在伊恩·萨默海尔德基金会2012流行事件红地毯

| 2009 | 《鬼使神差2》 Messengers 2: The Scarecrow | 林赛·罗林斯 Lindsay Rollins | 主要角色 DVD首映 |
| 2012 | 《Blue Like Jazz》                        | 佩妮 Penny                  | 主要角色         |
| 2017 | 《鯊海47米》 47 Meters Down               | Kate                        | 主要角色         |
| 2019 | 《The Divorce Party》                     | Susan                       |                  |
| 2019 | 《A Violent Separation》                  | Abbey Campbell              |                  |
| 2019 | 《Painted Beauty》                        | Sasha                       |                  |
| 2021 | 《未命名恐怖片》 Untitled Horror Movie    | Kelly                       |                  |

| 年份      | 名稱                                 | 角色                              | 備註                                         |
| --------- | ------------------------------------ | --------------------------------- | -------------------------------------------- |
| 2006–2008 | 《美少女人魚》 H2O: Just Add Water   | 艾瑪·吉爾伯特 Emma Gilbert        | 主要角色（第1–2季），52集                    |
| 2011      | 《Mean Girls 2》                     | Chastity Meyer                    | 電視電影                                     |
| 2011      | 《美少女的謊言》 Pretty Little Liars | Samara Cook                       | 常設角色，5集                                |
| 2011–2014 | 《吸血鬼日记》 The Vampire Diaries   | 丽贝卡·迈克尔森 Rebekah Mikaelson | 常設角色，37集                               |
| 2013–2018 | 《始祖家族》 The Originals           | 丽贝卡·迈克尔森 Rebekah Mikaelson | 主要角色（第1季）；常設角色（第2–5季），34集 |
| 2015–2016 | 《水瓶宮》 Aquarius                  | Charmain Tully                    | 主要角色，22集                               |

| 年份 | 歌名             | 藝人                | 備註     |
| ---- | ---------------- | ------------------- | -------- |
| 2014 | "We Are Done"    | The Madden Brothers | 客串     |
| 2017 | "Small Town Boy" | 達斯汀·林奇         | 主要角色 |